# Родриго Арагонски
Родриго Арагонски (на италиански: Rodrigo d'Aragona; * 1 ноември 1499, Рим, Папска държава; † август 1512, Бари, Херцогство Бари), е италиански аристократ, херцог на Бишелие.

## Произход
Той е син на Лукреция Борджия (* 1480, † 1519), господарка на Непи, господарка на Сермонета и Басиано, херцогиня на Бишелие и княгиня на Салерно, от втория ѝ брак с Алфонсо Арагонски (* 1481, † 1500), княз на Салерно и херцог на Бишелие. По майчина линия е внук на папа Александър VI и на метресата му Ваноца Катанеи, а по бащина – на краля на Неапол Алфонсо II и метресата му Троджия Гацела.
Има пет полубратя и две полусестри от третия брак на майка си с Алфонсо I д’Есте, както и един полубрат от нейна извънбрачна връзка.

## Биография
Родриго е кръстен на дядо си Александър VI, чието рождено име е Родриго Борджа (Родерик де Борха). Кръщенето се извършва от кардинал Оливиеро Карафа в присъствието на много кардинали и посланици в Свети Петър на 11 ноември 1499 г. Разказва се, че след кръщенето детето, много кротко и спокойно, плаче неудържимо, когато е гушнато от Орсини, старите врагове на сем. Борджия, и не се успокоява, докато не го взема майка му.
На следващата година след раждането на Родриго баща му Алфонсо е убит от Микелето Кореля по поръчка на Чезаре Борджия, неговия вуйчо, и това става причина Лукреция Борджия да се скара с брат си. Майка му е принудена от амбициозните си брат и баща да се омъжи отново, през февруари 1502 г., този път за Алфонсо I д’Есте, херцог на Ферара, Модена и Реджо. Освен това тя е принудена през януари 1502 г. да остави сина си (единственото ѝ дете по това време) в Рим преди да отпътува за владенията на мъжа си във Ферара. Тя го поверява на кръстника му Франческо Борджия. Малкият Родриго след убийството на баща си вече е херцог на Бишелие, а папа Александър VI подарява на внука си и Херцогство Сермонета. Херцогството остава във властта на Борджиите до август 1503 г., малко след смъртта на папата, и се управлява от Франческо Борджия, кардинал на Козенца. Лукреция, която напуска Ватикана на 6 януари 1502 г., никога повече не вижда сина си. Тя продължава да се грижи за него чрез писма и подаръци, изпращани до неговия настойник, а когато Родриго става на 9 г., успява да му уреди за възпитател преподавател от Ферарския университет.
Когато дядо му Александър VI умира през август 1503 г., малкият Родриго е изпратен за безопасност в замъка Сант Анджело заедно с братовчедите си – извънбрачните деца на вуйчо му Чезаре. Всъщност цялото семейство Борджия, всичките им титли и притежания в Рим и в Папската държава, почиват на подкрепата и защитата, осигурени от папата. След като той умира, враговете и бъдещият папа отнемат всичко от предишните „наематели“ на Ватикана. Затова Франческо Борджия съветва Лукреция да разреши на сина си да замине за Испания, за да остане в по-голяма безопасност. Вместо това тя решава детето да бъде отгледано в Неапол при роднините на покойния му баща Алфонсо Арагонски. Поради това Родриго е отгледан първо от леля си Санча Арагонска, а след това, когато тя умира през 1506 г., от полусестрата на баща си Изабела Арагонска, херцогиня на Бари. Детето също успява да запази своите неаполитански притежания, които му принадлежат като наследник на баща му и следователно той става херцог на Бишелие.
През 1506 г. Лукреция планира с Изабела да види сина си отново в Светилището на Лорето, но срещата не се състои.
Родриго умира от болест през август 1512 г. на 12-годишна възраст. Майка му се оттегля за месец в манастира „Св. Бернадин“, за да оплаква смъртта му. Едва след смъртта му Лукреция получава правото да се върне в Бишелие, за да влезе във владение на наследството на сина си. В действителност процесът за възстановяване на наследството е много дълъг и завършва през 1518 г., малко преди собствената ѝ смърт.